# Ahmad wuld Busajf
Ahmad wuld Busajf, Ahmed Ould Bouceif, arab. ‏أحمد ولد بوسيف‎ (ur. 1934, zm. 27 maja 1979) – mauretański wojskowy, premier Mauretanii od 6 kwietnia do 27 maja 1979.

## Życiorys
Uczył się w Senegalu, później przez 7 lat podróżował po kraju. Od 1960 był żołnierzem, początkowo francuskim, a od 1962 mauretańskim. W armii dosłużył się stopnia podpułkownika. Brał udział w zamachu stanu z 1978 roku, który obalił dotychczasowego prezydenta Muchtara uld Daddaha. W kwietniu 1979 uczestniczył w kolejnym zamachu stanu, zorganizowanym razem z podpułkownikiem Muhammadem Chuną uld Hajdallą, mającym na celu obalenie nowego prezydenta Mustafy uld Salika. Gdy przewrót się powiódł, Busajf został powołany na reaktywowane stanowisko premiera, a uld Salik pozostał na stanowisku prezydenta do czerwca, pozbawiony realnej władzy. Ahmad wuld Busajf zginął jednak niecałe dwa miesiące później, gdy samolot z wieloma politykami na pokładzie rozbił się na morzu w pobliżu Dakaru, wpadłszy w burzę piaskową. Po jego śmierci Muhammad Chuna uld Hajdalla został główną postacią rządzącej junty wojskowej.
Miał trzech synów i trzy córki.